# Aleksandar Nikačević
Aleksandar Nikačević (serbisch-kyrillisch Александар Никачевић; * 26. Januar 1978 in Kraljevo) ist ein ehemaliger serbischer Radrennfahrer.

## Werdegang
Seine Zeit in der Altersklasse U23 verbrachte Aleksandar Nikačević in Italien beim Team GS Padovani und konnte 1999 mit dem Sieg in der Gesamtwertung des Giro del Friuli einen Erfolg feiern. Ab September fuhr er als Stagiaire beim italienischen Team Mapei-Quick Step.
In der Saison 2000 gewann er die Gesamtwertung der Serbien-Rundfahrt. Am Ende des Jahres fuhr er wiederum als Stagiaire diesmal für das Team Alessio, bei dem er zur nächsten Saison einen Profivertrag unterzeichnete. 2002 gelangen ihm dann abermals der Sieg in der Gesamtwertung der Serbien-Rundfahrt, ein Etappensieg beim chinesischen Etappenrennen Tour of Qinghai Lake sowie der Gewinn der jugoslawischen Meisterschaft im Straßenrennen, sodass er die Saison unter den 500 besten Fahrern der UCI-Weltrangliste beenden konnte.
Einige Zeit nach dem Ende seiner Profikarriere war Nikačević als Teammanager aktiv, 2005 für das serbisch-montenegrinische Continental Team Aerospace Engineering Pro Equipe sowie 2006 für das serbische Continental Team Team Endeka.
Mitte Juli 2009 wurde Nikačević bei einer groß angelegten Polizeirazzia in Italien festgenommen. Ihm und weiteren 30 Tatverdächtigen wird illegaler Handel mit Dopingmitteln, darunter das EPO-Präparat CERA, vorgeworfen.

## Erfolge
1999
- Gesamtwertung Giro del Friuli (U23)

2000
- Gesamtwertung Serbien-Rundfahrt

2002
- Gesamtwertung Serbien-Rundfahrt
- Jugoslawischer Meister im Straßenrennen
- eine Etappe Tour of Qinghai Lake

## Teams
- 1999 Mapei-Quick Step (Stagiaire)
- 2000 Alessio (Stagiaire)
- 2001 Alessio
- 2002 Alessio